# Stjepan Šulek
Stjepan Šulek, hrvaški skladatelj, dirigent, pedagog, pianist, violist in akademik, * 5. avgust 1914, Zagreb, † 16. januar 1986, Zagreb.